# Leon "Ndugu" Chancler
Leon Chancler, dit Ndugu Chancler, né le 1er juillet 1952 et mort le 3 février 2018, est un batteur américain de pop, de funk et de jazz de renommée mondiale.
Musicien de studio, compositeur, producteur, il a par ailleurs développé une pédagogie et partagé son talent en tant que professeur d'université.

## Biographie
Né à Shreveport en Louisiane, Leon Chancler a commencé à jouer de la batterie quand il avait treize ans. Il rapporte l'anecdote qui suit : « on lui a demandé de quitter une salle de classe pour avoir tapoté en continu sur sa table, ce qu'il poursuivit sur les barres de rampes dans le couloir ».
Alors qu'il est au lycée, il joue avec Willie Bobo et le Harold Johnson Sextet.
Il devient ensuite diplômé en enseignement de la musique, à la California State university, Dominguez Hills. À ce moment, il s'était déjà produit avec le Gerald Wilson Big Band, Herbie Hancock, et enregistré avec Miles Davis, Freddie Hubbard, et Bobby Hutcherson.
Il a enregistré en tant que sideman dans le jazz, le blues et la pop. En 1982, il a reçu une nomination aux Grammy awards pour la Meilleure chanson de rhythm and blues, pour la co-écriture de Let It Whip, interprété par le Dazz Band.
Sa collaboration la plus célèbre est celle avec Michael Jackson sur l'album Thriller (Billie Jean). Parmi ses autres collaborations, on peut citer celles avec George Benson, Stanley Clarke, The Crusaders, George Duke, Herbie Hancock, John Lee Hooker, Hubert Laws, Thelonious Monk, Jean-Luc Ponty, Lionel Richie, Kenny Rogers, Patrice Rushen, Santana, Frank Sinatra, Donna Summer, The Temptations, Tina Turner et Weather Report.
En 2006, il est devenu professeur adjoint de classes de jazz à la University of Southern California et a parallèlement enseigné au Stanford Jazz Workshop, en Californie, pendant trois semaines chaque été.
Il a été membre de la Percussive Arts Society.
Leon "Ndugu" Chancler est décédé à l'âge de 65 ans, des suites d'un cancer de la prostate,.

### Équipement
Il utilisait les batteries Sakae, les cymbales Paiste, les membranes (peaux) Remo, les baguettes Vic Firth et les percussions Toca. Précédemment, il a longtemps utilisé les batteries Yamaha. Il a même développé une caisse claire signature avec cette compagnie.

## Discographie
Avec Miles Davis
- Miles Davis at Newport 1955-1975: The Bootleg Series Vol. 4 (Columbia Legacy, 2015)

Avec Eddie Harris
- Excursions (Atlantic, 1966–73)

Avec Hampton Hawes
- Universe (Prestige, 1972)
- Blues for Walls (Prestige, 1973)

Avec Harold Land
- Damisi (Mainstream, 1972)
- Choma (Burn) (Mainstream, 1972)

Avec Azar Lawrence
- Bridge into the New Age (Prestige, 1974)

Avec Julian Priester
- Love, Love (ECM, 1973)

Avec Lalo Schifrin
- No One Home (Tabu, 1979)

Avec Weather Report
- Tale Spinnin' (Columbia, 1975)

Avec Jean-Luc Ponty
- Upon the Wings of Music (Atlantic Records, 1975)